# Santana FC
Santana Futebol Clube és un club de futbol de l'illa de São Tomé, a São Tomé i Príncipe. Té la seva base a la localitat de Santana. L'equip ha guanyat un títol i és el setè equip a guanyar el seu primer i únic títol el 1991. El mateix any va guanyar els títols nacional i insular. Santana és un dels dos clubs de Cantagalo en obtenir un títol en competició nacional.
Santana va ser el primer club de São Tomé en participar en alguna de les competicions africanes el 1999, la següent aparició va ser el 2001 i la tercera va ser el 2013. Va ser relegat a la Segona Divisió regional el 2011 i hi va romandre durant tres temporades fins que va quedar entre elss dos primers. Santana va passar tres temporades a la Primera Divisió, el 2016 el club va acabar en 11è lloc i estava dins de la zona de descens. Actualment (temporada 2017) es troba en la Segona Divisió.

## Títols
Nacional:
- Campeonato Santomense de Futebol: 1

1991
- Taça Nacional de São Tomé e Principe: 1

1991
Regional:
- Liga Insular de São Tomé: 1

1991
- Taça Regional de São Tomé: 1

1991

## Competicions internacionals
- Lliga de Campions de la CAF: 1 compeetició

1999 – eliminat en la ronda preliminar, competia amb Sony Elá Nguema de Guinea Equatorial

## Resultat del campionat entre illes
| Temporada | Divisió | Posició | Jugats | Guanya | Empata | Perd | GF | GC | GD  | Punts | Copa | Qualificació/descens                   |
| --------- | ------- | ------- | ------ | ------ | ------ | ---- | -- | -- | --- | ----- | ---- | -------------------------------------- |
| 2011      | 2       | 12      | 21     | 2      | 3      | 16   | 15 | 44 | -29 | 9     |      | Relegat a Segona Divisió Regional      |
| 2012      | 3       |         | 18     | -      | -      | -    | -  | -  | -   | -     |      | Cap                                    |
| 2013      | 3       |         | 18     | -      | -      | -    | -  | -  | -   | -     |      | Classificat a Primera Divisió regional |
| 2014      | 2       | 8       | 18     | -      | -      | -    | -  | -  | -   | -     |      | Cap                                    |
| 2015      | 2       |         | 18     | -      | -      | -    | -  | -  | -   | -     |      |                                        |
| 2016      | 2       | 11      | 22     | -      | -      | -    | -  | -  | -   | -     |      | Relegat Segona Divisió Regional        |